# Festuca carchiensis
Festuca carchiensis là một loài thực vật có hoa trong họ Hòa thảo. Loài này được Stancík mô tả khoa học đầu tiên năm 2004.